# Chris Putnam
Chris Putnam là một nhà khoa học máy tính được biết đến khi anh hack Facebook vào năm 2005, và được Facebook mời làm việc.
Năm 2005, khi còn đang theo học tại trường Georgia Southern University, Putnam cùng với 2 người bạn đã viết một sâu máy tính đã lan rộng khắp Facebook. Sâu máy tính này sử dụng Cross-Site Scripting để làm thay đổi giao diện người dùng thành giống như MySpace, và xóa một vài dữ liệu bạn bè. Nguồn gốc phát tán sâu được truy ra là từ Putnam, và người đồng sáng lập Facebook là Dustin Moskovitz đã mời anh đến phỏng vấn. Vài tháng sau đó, Putnam được đưa vào Menlo Park và bắt đầu làm việc với Facebook.
Trong 4 năm làm việc tại Facebook, Putnam đã cải thiện các ứng dụng Video và chức năng tải hình ảnh. Năm 2010 anh rời Facebook. Ngày nay, gương mặt của anh là một trong những biểu tượng cảm xúc trên Facebook chat, sử dụng bằng mã :putnam:.